# Wilhelmsfehn II
Wilhelmsfehn II ist ein Stadtteil von Wiesmoor im Landkreis Aurich in Ostfriesland.

## Geschichte
Der Ort entstand ab 1878. In diesem Jahr wurden schon in das Ostfriesische Zentralhochmoor reichenden Kanäle als Norderwieke und Süderwieke in östlicher Richtung verlängert. Benannt wurde die Fehnkolonie nach Kaiser Wilhelm I.
Im Gegensatz zum Wilhelmsfehn I kam die Erschließung des Ortes zum Erliegen. Beide Kanäle enden heute im Moor und wurden nicht, wie ursprünglich geplant, an den Nordgeorgsfehnkanal angeschlossen. Als Grund dafür werden veränderte wirtschaftliche Rahmenbedingungen, vor allem der Niedergang der bis dahin intensiv betriebenen Fehnschifffahrt gesehen. Im Jahre 1931 erhielt der Ort, der kommunalrechtlich ein Gutsbezirk blieb, eine eigene Schule. 1951 wurde er der Großgemeinde Wiesmoor zugeschlagen.